# Mingo (calciatore)
Carles Domingo Pladevall, detto Mingo (Gerona, 10 giugno 1977), è un ex calciatore spagnolo, di ruolo difensore.